# 엘레
엘레(아일랜드어: Éile [ˈeːle])는 중세 아일랜드의 소왕국이다. 오늘날의 먼스터 지방에 있었다. 포가르타 남작령이 왕국의 중심지였다.
엘레 씨족 또는 부족은 알릴 아울롬의 아들이자 오간 모르의 동생인 케인(Céin)이 자신들의 조상이라고 주장했으며, 그러므로 오가나크타 왕조와 친족관계라고 주장했다. 〈캐셜을 찾아서〉 따위의 오가나크타 기원설화 의 내용에 따라 엘레인들이 사실은 라긴 혈통이며 오가나크타가 발흥하기 전 캐셜을 지배하던 세력이었다고 해석하는 설도 있다.
엘레는 북으로는 미데, 남으로는 캐셜, 동으로는 오소리에 둘러싸여 있었다. 클로늘리스크, 발리브리트, 이카린, 그리고 수도인 이포가르타까지 4개 남작령으로 이루어져 있었는데, 12세기가 되면 영토가 더욱 많이 줄어들었다. 이후 엘레는 두 개의 지역으로 나뉘어 북쪽은 엘레 이 카르왈(Éile Uí Chearbhaill)이라 해서 오 카르왈 씨족이 다스렸고 남쪽은 엘레 이 포가르타(Éile Uí Fhogartaigh)라고 해서 오 포가르타 씨족이 다스렸다. 오 카르왈과 오 포가르타는 서로 별개의 혈통이라는 설과 원래 같은 친족이었지만 시대가 흐르고 정치상황이 변할 때마다 강성한 왕조에 가깝게 족보를 써서 별개처럼 보이는 것이라는 설이 있다.
엘레 이 카르왈은 오늘날의 오펄리 주의 클루언 레슥, 발러 안 브루타 2개 남작령을 점유했다. 엘레 이 카르왈과 미데 사이의 국경은 오늘날의 킬랠루 교구와 미스 교구 사이의 경계선과 거의 흡사하다. 한편 엘레 이 포가르타는 오늘날의 티퍼레리 주의 이카린, 포가르타 2개 남작령을 점유했다. 노르만인의 아일랜드 침공 이후 이 남작령들은 오르몬드 백작의 제후령이 되었다. 토착 세력인 이 포가르타는 오르몬드 백작령에 땅도 빼앗기고 공물도 바쳐야 했다.
엘레 이 카르왈 씨족의 후예 중 성공한 축에 드는 이들이 미국 메릴랜드주의 캐롤 가이다. 이 집안의 찰스 캐롤 3세는 미국 독립선언 서명 연서자이기도 하다.

## 같이 보기
- 털레스

## 참고 자료
- Francis John Byrne. Irish Kings and High-Kings. Four Courts Press. 2nd revised edition, 2001.
- Thomas Charles-Edwards. Early Christian Ireland. Cambridge. 2000.
- Ronald Hoffman and Sally D. Mason. Princes of Ireland, Planters of Maryland: A Carroll Saga, 1500–1782. Chapel Hill: University of North Carolina Press. 2000.
- Paul MacCotter. Medieval Ireland: Territorial, Political and Economic Divisions. Four Courts Press. 2008.